# Кідя
Кідя (рум. Chidea) — село у повіті Клуж в Румунії. Входить до складу комуни Вултурень.
Село розташоване на відстані 342 км на північний захід від Бухареста, 22 км на північ від Клуж-Напоки.

## Населення
За даними перепису населення 2002 року у селі проживали 163 особи.
Національний склад населення села:
| Національність | Кількість осіб | Відсоток |
| -------------- | -------------- | -------- |
| угорці         | 140            | 85,9%    |
| румуни         | 23             | 14,1%    |

Рідною мовою назвали:
| Мова      | Кількість осіб | Відсоток |
| --------- | -------------- | -------- |
| угорська  | 140            | 85,9%    |
| румунська | 23             | 14,1%    |